# نظریه ابرریسمان
نظریه ابرریسمان (به انگلیسی: Superstring theory) تلاشی در زمینه توضیح همه ذرات و نیروهای بنیادی طبیعت در قالب یک نظریه یکتا، از طریق مدل کردن آن‌ها به صورت لرزشهای ریسمانهای ریز ابرمتقارن، می‌باشد. نظریه ابرریسمان، نامی کوتاه شده برای نظریه ریسمان ابرمتقارن است، زیرا برخلاف نظریه ریسمان بوزونی، این نظریه نسخه ای از نظریه ریسمان است که مفاهیم فرمیون و ابرتقارن را دربر می‌گیرد.
از زمان انقلاب دوم ابرریسمان، پنج نظریه ابرریسمان به عنوان حدود متفاوت یک نظریه یکتا به نام نظریه ام، در نظر گرفته می‌شوند.

## ابعاد اضافی

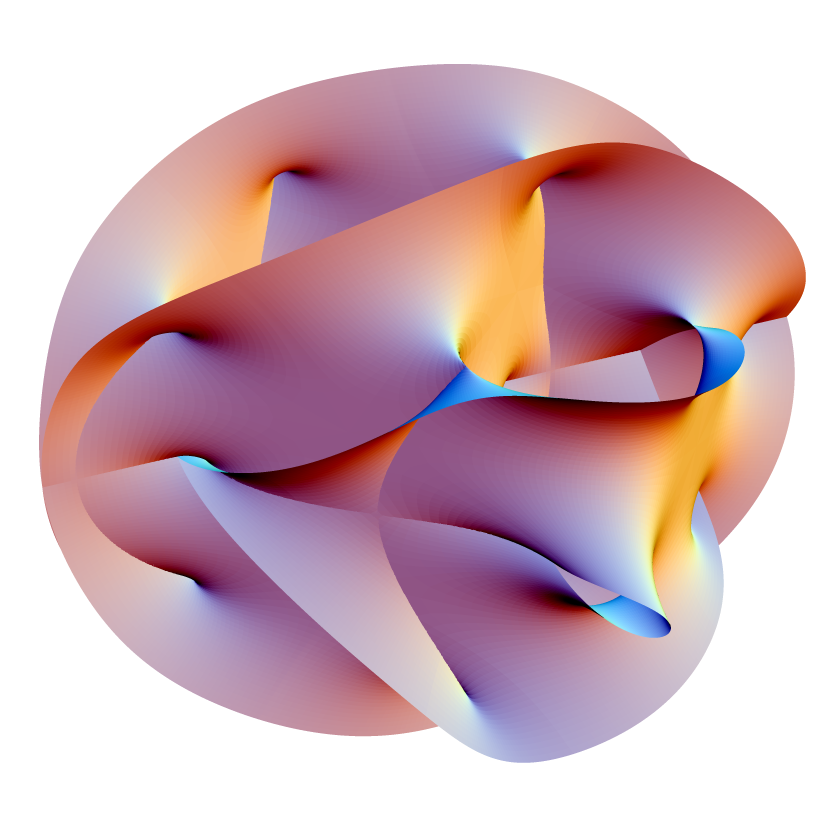
این تصویر تا حدودی بازسازی منصفانه تصویری از منیفولد Calabi-Yau است که به عنوان یک شکل در مقاله ظاهر می شود: Leonard Susskind (نوامبر 2003). "Superstrings.

فضای فیزیکی ما تنها سه بعد دارد و یک نظریه فیزیکی باید این مسئله را در نظر داشته باشد. اما هیچ چیز یک نظریه فیزیکی را از داشتن بیش از چهاربعد بازنمی‌دارد. در مورد نظریه ریسمان، سازگاری اقتضا می‌کند که فضازمان ده بعد(۱+۳+۶) داشته باشد. این واقعیت که ما تنها سه بعد فضا را می‌بینیم را ممکن است بتوان با یکی از این دو مکانیزم توضیح داد: یا ابعاد اضافی در مقیاس بسیار کوچکی فشرده شده‌اند، یا در غیر این صورت جهان ما ممکن است بر روی یک زیرخمینه سه بعدی زندگی کند که متناظر با یک غشا است که تمام ذرات شناخته شده به علاوه گرانش در آن محصور شده‌اند.
اگر ابعد اضافی فشرده شده باشند، شش بعد اضافی باید شکل خمینه کالابی-یائو داشته باشند. در چارچوب کامل تر نظریه ام، این ابعاد باید شکل یک خمینه جی۲ را داشته باشند.
نظریه ابرریسمان تنها نظریه ای نیست که ابعاد اضافی پیشنهاد می‌دهد. می توان آن را به عنوان توسعه نظریه کالوزا-کلین دانست که نظریه ای ۴+۱ بعدی از گرانش را ارائه کرد.